# 謝幕 (林俊傑歌曲)
謝幕是新加坡歌手林俊杰的单曲，是其紀念已逝恩師林秋離而創作的歌曲。由林怡鳳作詞，林俊傑作曲，于2023年3月25日數位發行。后收录于林俊杰第15张录音室专辑《重拾＿快樂》。

## 背景
2022年12月11日，林秋離因肝硬化肝癌於臺北逝世，享年62岁。林秋離曾任台灣海蝶音樂董事長，在世期間，发掘了阿杜、林俊杰、林宇中、金莎等多位知名歌手。林俊杰多次提到林秋离是他的恩师，对他有深厚的影响。
2023年3月25日，为缅怀林秋离的告别仪式举行，阿杜與林宇中跟太太熊美玲等都有出席，但林俊傑因為剛好當天要辦演唱會無法出席，為紀念恩師，林俊傑推出新歌〈谢幕〉獻給恩師，感性談到：「離開的，終究會留下一條線索在我們的生命裡，為樂行者中的英雄林秋離老師的告別，儘管幕會落下，但那曾經接住我們毫無保留的愛不會消逝」。

## 音樂錄影帶
2023年3月25日，林俊傑發佈該歌曲Live版MV，以长镜头的表演形式在林秋离老师的追思音乐会场地进行拍摄。4月5日，發佈該歌曲正式版MV，导演以“离开的，终究会留下一条线索在我们的生命里”作为故事的开启，通過一只心爱宠物，一位好兄弟，一位恩师的角色设定，传递着每个人面临告别有着不同的仪式，然而，转过身，如何带着那留存的爱无所畏惧地前进。

## 現場演出
2023年3月24日，林俊傑在香港舉辦“JJ20世界巡迴演唱會”，無預警首唱新歌〈谢幕〉獻給已逝恩師林秋離老師，林俊傑表示自己因演唱會關係，沒辦法參與林秋離老師的3月25日的紀念音樂會，因此特別在演唱會上將這首〈谢幕〉獻給恩師。

## 榜单成绩
| 榜單 (2023)                            | 最高排名 |
| -------------------------------------- | -------- |
| 台湾（KISS Radio華語排行榜）           | 1        |
| 香港（KKBOX華語新歌週榜）              | 1        |
| 新加坡（醉心龙虎榜）                   | 1        |
| 新加坡（KKBOX華語新歌週榜）            | 2        |
| 中国大陆（腾讯音乐由你榜畅销专辑周榜） | 21       |
| 中国大陆（QQ音乐畅销专辑周榜）         | 1        |
| 中国大陆（中国新歌榜）                 | 1        |
| 中国大陆（全球华人歌曲排行榜）         | 1        |
| 中国大陆（亚洲流行音乐榜）             | 1        |

| 榜單 (2023)                | 最高排名 |
| -------------------------- | -------- |
| 中国大陆（腾讯音乐浪潮榜） | 6        |

| 榜單 (2023)                     | 最高排名 |
| ------------------------------- | -------- |
| 台灣（KKBOX华语年度百大单曲）   | 48       |
| 新加坡（醉心龙虎榜年度顶尖100） | 9        |

## 人員
以下资料整理自YouTube歌曲MV页面。
- 林俊傑－配唱製作、鋼琴、和聲編寫、和聲、錄音師、後期母帶處理製作人
- 黃冠龍－製作協力、吉他
- 周信廷－製作協力
- 蔡宥綺－製作協力
- 蔡凱昇－製作協力
- ROOM 2653 Mohegan Sun（英语：Mohegan Sun）－錄音室
- ROOM 842 Fairmont Olympic Hotel（英语：Fairmont Olympic Hotel）－錄音室
- Gold Diggers Sound－錄音室
- mixHaus －混音室
- Richard Furch（英语：Richard Furch） －混音師
- Bernie Grundman Mastering－後期母帶處理錄音室
- Mike Bozzi（英语：Mike Bozzi） －後期母帶處理錄音師

## 發行歷史
| 地区 | 日期          | 格式              | 厂牌         |
| ---- | ------------- | ----------------- | ------------ |
| 全球 | 2023年3月25日 | 數位下載 串流媒體 | 就是俊傑音樂 |